# کینگ، شهرستان کلی، ویرجینیای غربی
کینگ (به انگلیسی: King) یک منطقهٔ مسکونی در ایالات متحده آمریکا است که در شهرستان کلی، ویرجینیای غربی واقع شده‌است. کینگ ۲۰۰٫۸۷ متر بالاتر از سطح دریا واقع شده‌است.